# Orgaoclogmia caboverdeana
Orgaoclogmia caboverdeana är en tvåvingeart som beskrevs av Jezek och Harten 1996. Orgaoclogmia caboverdeana ingår i släktet Orgaoclogmia och familjen fjärilsmyggor. Inga underarter finns listade i Catalogue of Life.